# Lepidiota rubrior
Lepidiota rubrior är en skalbaggsart som beskrevs av Blackburn 1912. Lepidiota rubrior ingår i släktet Lepidiota och familjen Melolonthidae. Inga underarter finns listade i Catalogue of Life.